# Elophos hoefneri
Elophos hoefneri är en fjärilsart som beskrevs av Hans Rebel 1903. Elophos hoefneri ingår i släktet Elophos och familjen mätare. Inga underarter finns listade i Catalogue of Life.